# Космос-1658
Космос-1658 је један од преко 2400 совјетских вјештачких сателита лансираних у оквиру програма Космос.
Космос-1658 је лансиран са космодрома Плесецк, СССР, 11. јуна 1985. Ракета-носач Р-7 Семјорка (рус. Семёрка) (8К71, НАТО ознака SS-6 Sapwood) са додатим степеном је поставила сателит у орбиту око планете Земље. Маса сателита при лансирању је износила 1250 килограма. Космос-1658 је био сателит за рано упозоравање на појаву интерконтиненталних балистичких ракета.